# Louis-François-Sébastien Fauvel
Louis-François-Sébastien Fauvel (Clermont (Oise), 14 settembre 1753 – Smirne, 12 marzo 1838) è stato un pittore, diplomatico e archeologo francese, che fu a lungo di stanza ad Atene.

## Biografia
Terzo di setto o otto figli (dei quali solo altri due superarono l'infanzia) di una famiglia relativamente povera, Fauvel fece tuttavia dei buoni studi probabilmente in istituti religiosi (a giudicare dalla sua conoscenza del latino), e fu probabilmente apprendista nello studio di un artista. A vent'anni entrò, grazie all'appoggio di Gabriel-François Doyen, all'Académie royale de peinture et de sculpture dove frequentò corsi pratici di disegno e pittura e corsi teorici di geometria, anatomia, prospettiva, architettura e teoria dell'arte. Alla fine dei suoi studi ricevette, come tutti i laureati, il titolo di «pittore del re», e sembra essersi specializzato nella pittura di storia, genere in cui acquisì una piccola reputazione. Fu allora reclutato dal conte di Choiseul-Gouffier che stava preparando il suo Voyage pittoresque de la Grèce, a supporto di uno degli ingegneri che avevano accompagnato il conte nel suo primo viaggio, Jacques Foucherot
. 

### Il primo viaggio in Grecia
L'incarico di Fauvel e Foucherot serviva per la redazione del secondo volume del Voyage pittoresque de la Grèce, dedicato alla Grecia continentale (Attica, Beozia, Focide, Etolia, Peloponneso, Tessaglia, Epiro e Macedonia); i due dovevano percorrere tutte queste regioni, realizzarne le mappe, disegnarne vedute e descriverne le antichità (soprattutto ad Atene), sulle orme di Pausania e dei viaggiatori del secolo precedente - Jacob Spon e George Wheler. Foucherot, che aveva già percorso la regione, fu essenziale per la formazione del suo compagno: l'ingegnere faceva le rilevazioni, le mappe e misurava i monumenti; il pittore disegnava il tutto (comprese vedute "pittoresche" e illustrazioni di personaggi in costume locale). All'ingegnere si deve il diario del viaggio con la notizia delle tappe: entrati in Italia dal Sempione, a maggio 1780 i due s'imbarcarono a Venezia per le Isole Ionie (che erano ancora territorio veneziano), di cui esplorarono le rovine; entrarono nell'Impero Ottomano da Prevesa e andarono a visitare le rovine di Nicopoli d'Epiro; da Arta (Grecia), in Epiro, percorsero il golfo di Corinto toccando Missolungi, Lepanto, Patrasso, Corinto e Galaxidi, e salendo fino a Delfi, il cui santuario era però ancora sepolto sotto il villaggio.
In ottobre erano di nuovo nel Peloponneso, a Corinto; risalendo la penisola, sostarono nell'area di Micene e sono considerati i primi ad aver disegnato Micene, Tirinto, Argo e anche il tempio di Nemea. Per tutto il resto dell'anno percorsero il Peloponneso, fermandosi raramente più di una giornata in ogni sito, e presumibilmente a piedi, accompagnati secondo l'uso dell'epoca da una guida ottomana e da un interprete e alternandosi nella funzione di dragomanno.
Ad Atene, Foucherot e Fauvel furono autorizzati ad entrare nell'Acropoli, allora fortezza militare ottomana, ed esplorarono i Propilei, il Partenone e l'Eretteo per verificare o correggere i lavori dei viaggiatori precedenti. Proseguirono poi la loro opera attraverso l'Attica, rilevando ad esempio la pianta di Eleusi. In giugno 1781 dichiararono concluso il loro lavoro e si imbarcarono al Pireo, ma visitarono ancora le isole Saroniche, l'istmo di Corinto, dove avvistarono l'inizio del canale antico, e arrivarono fino ad Epidauro. Risalirono poi verso nord raggiungendo la Beozia e le Termopili, fino a Salonicco (dove Fauvel realizzò tre disegni dell'Arco di Galerio). Infine, il 26 giugno 1782, Foucherot e Fauvel si imbarcarono a Nauplia sulla fregata reale La Sultane - privilegio che era stato loro concesso per il loro «prezioso lavoro» archeologico. Arrivarono in Francia alla fine di settembre 1782.

### Breve ritorno a Parigi
Il «prezioso» lavoro non servì a nulla: note, mappe, disegni e piani non furono mai pubblicati, né da Choiseul-Gouffier, né da Foucherot o Fauve. Li utilizzò un poco l'abate Barthélemy per il suo Voyage du jeune Anacharsis en Grèce, e anche François Pouqueville
.
Louis-François-Sébastien Fauvel continuò in Francia il suo lavoro artistico: disegni e quadri, perduti, e forse anche notizie archeologiche, non ritrovate. Ciò gli permise comunque di consolidare la sua reputazione. L'aiuto che diede all'abate Barthélemy glii fu utile: quando Choiseul-Gouffier fu nominato ambasciatore di Francia presso la Sublime Porta chiese nuovamente a Fauvel di partire per il Levante, con la vasta schiera di artisti e studiosi che lo accompagnava. La missione si imbarcò a Tolone il 4 agosto 1784.

### In Oriente con Choiseul-Gouffier

#### Costantinopoli
L'ambasciatore di Francia fece scalo al Pireo dal 21 al 24 agosto 1784. Fauvel, che conosceva bene i luoghi, fece da cicerone al gruppo per la visita all'Acropoli.  A Costantinopoli, Fauvel fece il suo mestiere di pittore, disegnando vedute pittoresche (che figurano nel secondo volume del racconto di viaggio del suo patron).
Il pittore tuttavia si annoiava, e trovava sempre più pretesti per allontanarsi dalla capitale ottomana e dalla vita d'ambasciata, finché, nella primavera del 1786, approfittò del passaggio a Costantinopoli di lady Elizabeth Craven, alla quale l'ambasciatore aveva messo a disposizione una nave francese e una parte dei suoi artisti (tra cui Fauvel) per continuare il suo Grand Tour in Grecia.

#### Prima spedizione: Atene e Peloponneso
Alla fine del XVIII secolo Atene era, in popolazione, la 43ª città dell'Impero Ottomano. Aveva circa 13.000 case, cresciute sopra e intorno all'Acropoli e circondate da un muro alto circa 3 metri, che serviva sia a proteggere la città dai banditi che a segnare i suoi confini fiscali. Le tasse andavano al Kizlar Agha (capo degli eunuchi neri), mentre la città era governata da un voivoda (governatore civile) e da un governatore militare, detto disdar. L'Acropoli costituiva la fortezza della città; i monumenti antichi ancora visibili, ancora in piedi e con un tetto erano ancora in uso: l'Eretteo serviva da polveriera; il Tempio di Efesto era stato convertito in chiesa; la Torre dei Venti era utilizzata come Tekke dai dervisci rotanti, mentre nelle rovine del Partenone era stata costruita una moschea. Le altre rovine servivano come cava di materiali da costruzione (come in tutte le città antiche).
Fauvel si installò nel convento dei Cappuccini che ospitava, all'epoca, i viaggiatori europei di passaggio nella città. La sua missione era di trarre calchi delle principali sculture dei monumenti di Atene e comprare tutto ciò che poteva, avendo come riferimento il viceconsole di Francia ad Atene, incaricato di negoziare con le autorità locali l'accesso alla fortezza (l'Acropoli) e il diritto di rimuovere e di esportare oggetti d'antiquariato; su richiesta di Foucherot il pittore prese anche una serie di misure del Partenone. Nel febbraio 1787, il brigantino L'Afrique imbarcò al Pireo la prima spedizione: ventisei casse di calchi e tredici marmi antichi. 
Da Parigi, l'abate Barthélemy, che proseguiva la scrittura del suo Viaggio del giovane Anacharsis in Grecia, e Jean-Denis Barbié du Bocage, che progettava un Atlante del Viaggio del giovane Anacharsis in Grecia moltiplicavano, tramite Choiseul e Foucherot, le richieste di informazioni precise sulla topografia e i monumenti dei luoghi che intendevano evocare. Foucherot, nell'autunno del 1786, trasmise le richieste a Fauvel, con i consigli tecnici necessari alla realizzazione delle rilevazioni topografiche, necessari in quanto Fauvel aveva una formazione pittorica, non da ingegnere. Sulla base di queste richieste Fauvel suggerì a Choiseul-Gouffier un viaggio di studi attraverso il Peloponneso; il conte acconsentì, a condizione che fosse «breve, facile e poco costoso». Nel febbraio 1787 Fauvel partì, accompagnato dal suo domestico e da una guida greca. L'11 aprile arrivò a Olimpia via Pyrgos; lì identificò correttamente la posizione di alcuni dei monumenti (lo stadio e il tempio di Zeus), prese misure, disegnò piani e schizzi, individuando correttamente il sito e i suoi elementi principali (i suoi lavori furono utilizzati da Choiseul-Gouffier poi da Pouqueville, ma in modo incompleto).
Dopo Olimpia, Fauvel raggiunse Bassae, esplorata venti anni prima da Joachim Bocher
; 
proseguì poi fino al presunto luogo delle rovine di Megalopoli e ne disegnò le mura, confermandone l'identificazione; visitò le rovine di Messene, poi risalì l'Eurota fino a Sparta e più avanti identificò Tegea e Mantinea. Percorse poi la penisola, visitando numerosi siti antichi e poi esplorando nuovamente l'Argolide (Tirinto, Epidauro, Trezene, Calauria ed Hermione). Concluso il tour inviò i suoi appunti a Foucherot, che li incluse nel suo diario. 

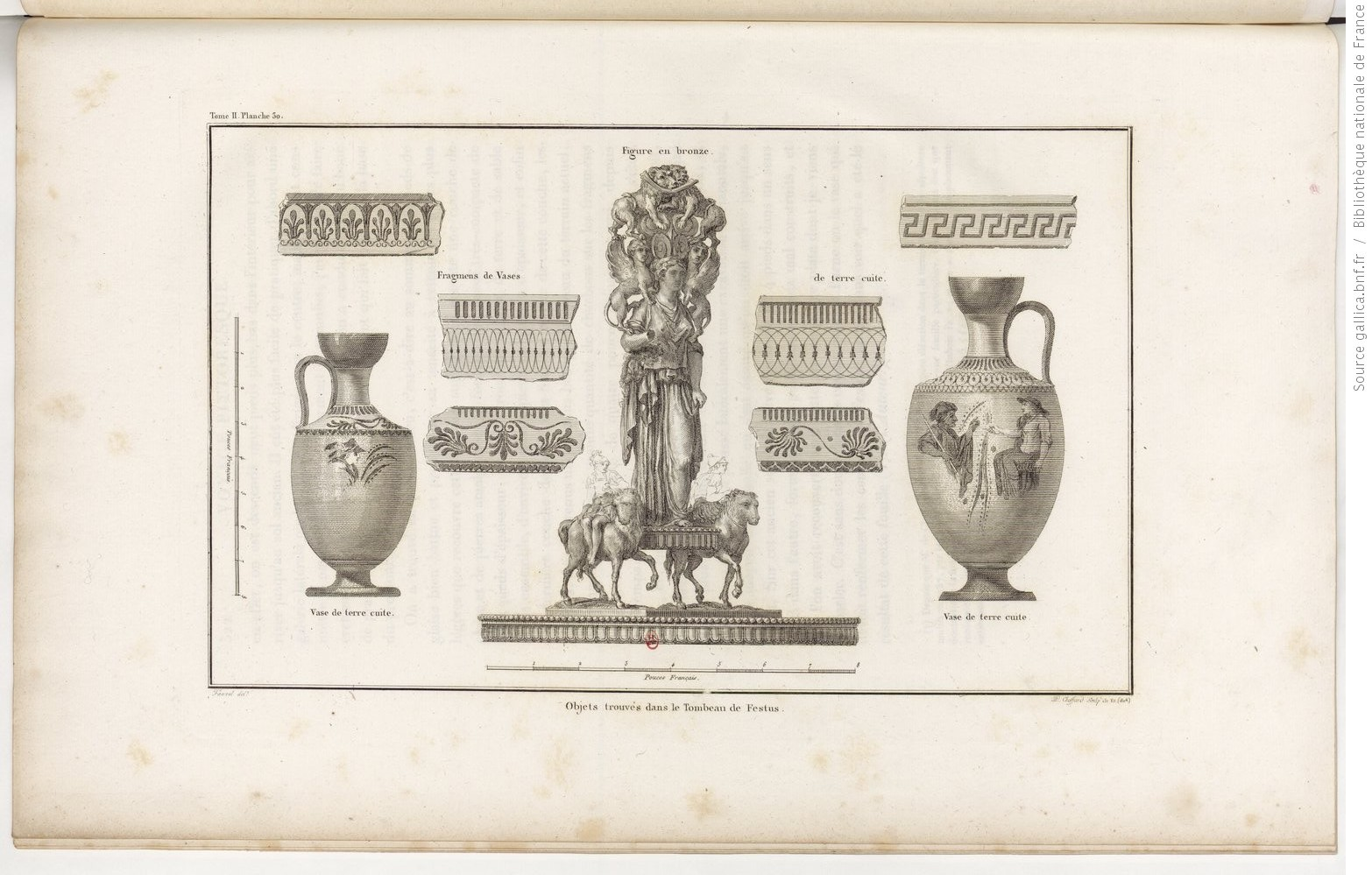
Fauvel pour Marie-Gabriel-Florent-Auguste de Choiseul-Gouffier, Materiali provenienti dalla tomba di Festo

Di ritorno ad Atene, Fauvel ricominciò il suo lavoro ai calchi: due cariatidi dell'Eretteo, elementi dei fregi del Tempio di Efesto e del tempio di Atena Nike: diciassette nuove casse furono imbarcate per la Francia. A novembre 1787, richiamato in agosto da Choiseul-Gouffier, Fauvel era di ritorno nella capitale ottomana, incaricato di disegnare gli oggetti che erano stati portati dalla spedizione che l'ambasciatore aveva inviato nella pianura di Troia,  provenienti da un grande tumulo, allora identificato come «tomba di Festus» (un affrancato di Caracalla).

#### Seconda spedizione: Atene e l'Egitto
Fauvel riuscì a ripartire da Costantinopoli il 13 giugno 1788 per un'esplorazione delle isole dell'Egeo; si fermò a Santorini dove, con una dozzina di operai, in tre settimane di scavo riportò alla luce un fusto di colonna con un'iscrizione che gli permise di orientarsi e di scoprire una «statua di donna abbastanza bella»
. 
Il 17 settembre riuscì ad rientrare ad Atene, dove ebbe varie difficoltà: dovette rifare una parte dei calchi, rotti durante il trasporto, il nuovo voivoda gli impediva l'accesso alla fortezza, il maltempo. Riprese comunque la sua esplorazione sulla costa dell'Attica nella zona Varī-Voula-Vouliagmenī, e scavò diverse tombe. Tornato ad Atene il 28 ottobre, poté riprendere a lavorare ai suoi calchi e riprese la caccia ai pezzi antichi. L'ostilità del nuovo voivoda lo costrinse a "rubare" ciò che trovava: si appropriò così di tre sezioni di una colonna di verde antico, di due iscrizioni dell'Eretteo e di due metope del Partenone
. 

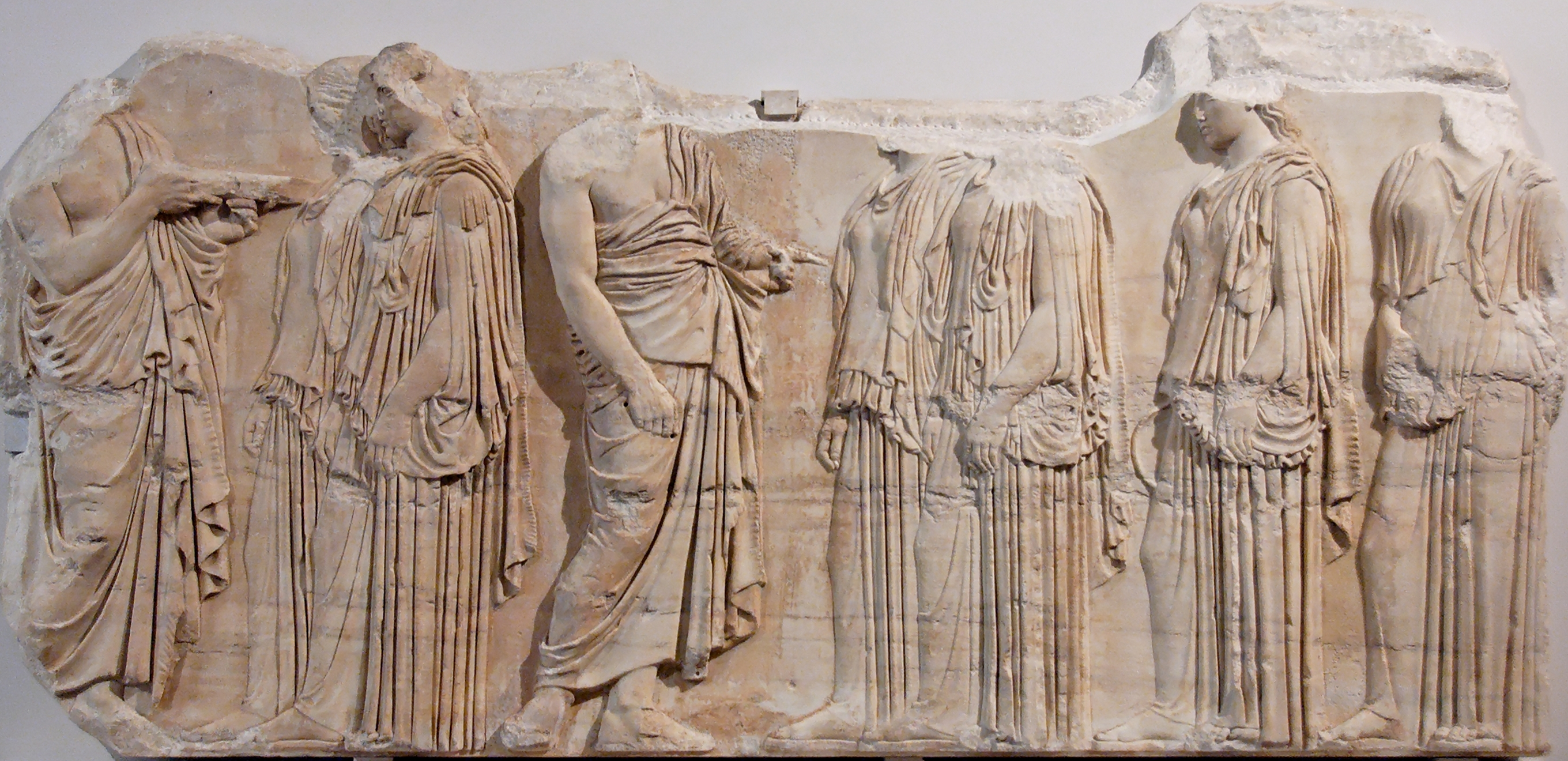
Il fregio delle Ergastine (Louvre)

Nel gennaio 1789, tra le Lunghe Mura, Fauvel fece aprire un tumulo in cui trovò i resti di un rogo, delle ossa animali, delle perle di terracotta dorate e delle foglie d'oro. Aiutandosi con Pausania, identificò la tomba come quella dell'Amazzone Antiope. Salito all'Acropoli alla fine del mese, esaminò in dettaglio l'Eretteo, scoprendovi la piccola scala interna e rinvenne una delle placche del fregio, quella detta «delle Ergastine». Dopo altri ritrovamenti Atene fu colpita da peste e carestia: Fauvel si imbarcò dunque il 27 aprile 1789 per l'Egitto, fece scalo a Paros, dove visitò le cave di marmo e arrivò ad Alessandria il 12 maggio.
Qui Fauvel scoprì un'iscrizione, che non poté leggere, sulla base della colonna detta «di Pompeo», misurò le dimensioni di un antico stadio, raccolse informazioni sull'oasi di Ammon, ma non la visitò, rimanendo nella regione del delta a visitare moschee travestito da musulmano; si spinse fino al Cairo acquistando antichità e mummie. Le sue «guide» sul posto furono i racconti di viaggio e le descrizioni lasciate da coloro che erano passati prima di lui.
Dall'Egitto Fauvel cominciò a chiedere a Choiseul-Gouffier di lavorare direttamente «per il re o per il governo», piuttosto che per persone private che non apprezzavano il suo lavoro, del quale peraltro si appropriavano. Per tutta risposta Choiseul-Gouffier lo richiamò a Costantinopoli, dove il pittore, renitente, arrivò solo il 29 dicembre 1789.

#### Terza spedizione: Atene, l'Egeo, l'Egitto
Choiseul-Gouffier per trattenere Fauvel al suo servizio gli fece balenare l'idea che al loro ritorno a Parigi poteva diventare l'intendente della sua galleria d'antiquariato. Tuttavia, questi amava prima di tutto scavare e non vedeva l'ora di ripartire. Lasciò Costantinopoli solo il 22 settembre 1790, per accompagnare un viaggio di Antoine-Louis-Octave de Choiseul-Gouffier, figlio del suo patron: dopo aver toccato Adramitto e Assos, i due raggiunsero l'Attica dalla Troade. A metà novembre, il giovane Choiseul ripartì per la capitale ottomana e Fauvel avrebbe dovuto aspettare il suo ritorno per accompagnarlo nelle Cicladi. Sempre più scontento della propria posizione, Fauvel rimase in Attica, scavando ad Eleusi in cerca della grotta dei misteri e continuando i suoi calchi. Tornato il giovane Choiseul fecero il previsto tour delle Cicladi (a Delos Fauvel fece la pianta del sito, misurò varie statue e tentò di restaurare un portico). Alla fine di settembre i due erano tornati in Attica, dove Fauvel rimase fino alla primavera del 1792, a scavare e fare dei calchi, per poi tornare a Costantinopoli e ripartire in agosto verso Alessandria.
In Egitto, Fauvel fece da guida ad Anthony Boldewijn Gijsbert van Dedem van den Gelder, figlio dell'ambasciatore delle Province Unite a Costantinopoli; misurò e scalò la colonna «di Pompeo»; scoprì un nilometro coperto di geroglifici; esplorò le rovine di Canopo e fece una mappa di Alessandria. Ritornò a Costantinopoli nel gennaio 1793 per scoprire (non senza soddisfazione) che Choiseul-Gouffier era fuggito in Russia due settimane prima. Fauvel conobbe allora il console di Francia a Salonicco, Esprit-Marie Cousinéry, anch'egli archeologo. Insieme esplorarono la Tracia e la Macedonia per otto mesi (Abdera, Amphipolis, ecc.). In giugno Cousinéry fu destituito dal suo posto di console dal governo rivoluzionario come realista e si trasferì a Smirne. Fauvel, libero ma privo di risorse per tornare in Francia, si trasferì definitivamente ad Atene.

### Ad Atene dopo la Rivoluzione
In quell'estate del 1793, la piccolissima comunità francese di Atene (otto uomini - di cui diversi ultrasessantenni e solo qualcuno con moglie e figli - Fauvel fu il nono) non era stata colpita dai disordini rivoluzionari. L'unico cambiamento notevole era avvenuto nel maggio 1793, quando il viceconsole Gaspari aveva prestato giuramento alla Repubblica e cambiato i simboli (timbro, stemma, ecc.) utilizzati dalla sua funzione diplomatica. Tuttavia, poiché nell'agosto 1792 erano state soppresse le congregazioni religiose, l'unico monaco (un francese) del convento dei Cappuccini, dove Fauvel era solito scendere, fu sfrattato il 29 maggio 1794. Fauvel però, che condivideva le idee rivoluzionarie, appellandosi al nuovo ambasciatore a Costantinopoli nell'estate del 1794 poté stabilirsi in una stanza del convento «nazionalizzato». 
Trovata casa, Fauvel si trovò disoccupato (Choiseul-Gouffier era partito lasciandolo in credito di tre anni di stipendio - 1500 piastre), ma comunque non privo di risorse: le autorità ottomane gli concessero il monopolio del fiorente commercio di antichità che già conduceva (vendette così molte monete al suo amico numismatico Cousinéry) e poi era in credito anche con diversi ateniesi ai quali aveva prestato molti soldi durante i suoi precedenti soggiorni, ad alto tasso di interesse. Le sue risorse però si stavano esaurendo a poco a poco e, soprattutto, non gli permettevano alcun progetto di scavo di grandi dimensioni. Cercò quindi di farsi finanziare dalle nuove autorità francesi e di essere finalmente riconosciuto per i suoi meriti, senza vedere il suo lavoro confiscato da Choiseul-Gouffier. All'inizio del 1795, contattò il nuovo ambasciatore di Francia a Constantinopoli Descorches, che lo raccomandò al ministero degli Affari esteri e inviò le memorie in cui l'antiquario esponeva i suoi progetti e risultati. Il ministero li trasmise al Comitato di pubblica istruzione della Convenzione nazionale.  Tuttavia, nonostante un'accoglienza favorevole, il finanziamento non seguì. 
L'anno successivo Fauvel fece un nuovo tentativo con il governo francese, tramite il console generale a Salonicco, Félix Beaujour, il quale suggeriva che si desse a Fauvel una patente di antiquario e il diritto di utilizzare il convento dei Cappuccini per alloggiarvi e immagazzinare le sue scoperte. Beaujour precisava che in caso contrario, Fauvel sarebbe stato obbligato a vendere le sue scoperte ai viaggiatori britannici per sopravvivere
. 
L'offerta venne accettata (in novembre): il viceconsole Gaspari versò a nome dello Stato francese 2.000 piastre a Fauvel, che apprese nella stessa occasione di essere stato nominato nel febbraio 1796 «socio non residente della sezione IV (Antichità e monumenti)» del neocostuito Institut de France, e che sarebbe stato stipendiato per il suo lavoro.
Poté così riprendere il lavoro archeologico. Nell'estate del 1795, scavò nei dintorni del Pireo; scavò anche altrove in Attica, di cui stava preparando una mappa dettagliata, ma solo la sua mappa di Atene fu pubblicata; lavorò ad una ricostruzione in gesso dell'Acropoli. Nel frattempo viaggiò nel resto della Grecia facendo da guida a vari personaggi.

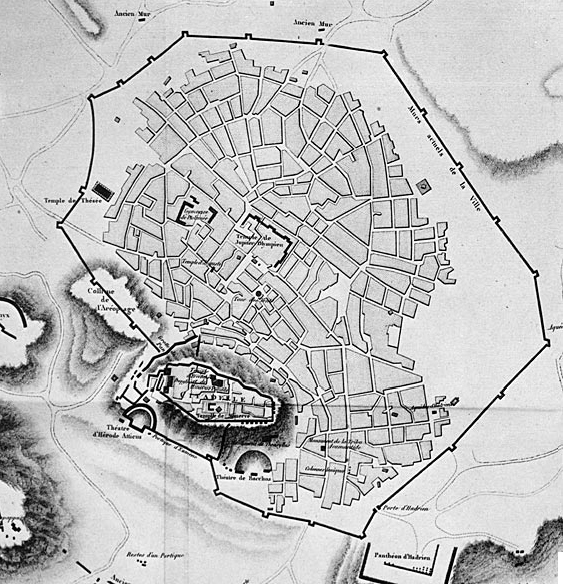
la mappa di Atene disegnata da Fauvel

Tra la fine del 1797 e l'inizio del 1798, Fauvel si occupò della pubblicazione dei suoi lavori, completando nell'autunno 1798 l'opera che avrebbe fatto la sua fama: la mappa di Atene, la più precisa realizzata fin allora. L'opera fu pubblicata per la prima volta nel 1801 nell'Atlante di Guillaume-Antoine Olivier, che era passato da Atene nel 1798. Fu poi ripresa da Robert Walpole nel 1817 e altri viaggiatori di passaggio ne fecero delle copie o delle stampe (Thomas Hope per esempio). Il disegno originale (matita, inchiostro e acquerello) è realizzato su un foglio quadrato di 30 centimetri di lato. Vi è rappresentata la città antica insieme a quella moderna, distinguendo per colore la tipologia degli edifici: in blu cielo le chiese bizantine, in grigio i monumenti antichi, in rosa gli edifici turchi.
Ma nel 1798 arrivò la Campagna d'Egitto: Atene fu messa sotto assedio e i francesi che vi risiedevano furono tutti arrestati in novembre; rimasero in carcere poco più di diciotto mesi, assoggettati a riscatto per provvedere ai loro bisogni, sicché i loro beni furono confiscati e venduti. Anche Fauvel subì la stessa sorte: così gran parte dei suoi documenti, appunti, disegni e schizzi scomparve, venduti per denaro contante a John Hawkins e Thomas Hope; una cinquantina di disegni acquistati dal viaggiatore britannico suo amico John Tweddell, che era morto di febbre ad Atene nel luglio del 1799, furono rilevati da Lord Elgin, allora ambasciatore britannico presso la Sublime Porta; danneggiati dall'acqua durante la spedizione, scomparvero negli anni successivi. Al momento del suo arresto, inoltre, Fauvel fece distruggere il suo modello in gesso dell'Acropoli (forse per non essere accusato di spionaggio). L'archeologo aveva ottenuto, grazie ad un diplomatico napoletano, di essere liberato prima degli altri, verso la metà del 1799, ma un firmano da Costantinopoli ordinò che fosse rimesso in prigione, dove rimase anche quando gli altri francesi furono liberati, dopo l'accordo per l'evacuazione dei francesi dell'Egitto (agosto 1801). Fauvel fu allora trasferito alla fortezza delle Sette Torri, dove fece la conoscenza di François Pouqueville. 

### Secondo breve ritorno in Francia
Alla fine del 1801 Fauvel riacquistò la libertà e fu espulso dall'Impero Ottomano. Giunse a Tolone in novembre, in una tale miseria che non poté pagare né il costo della quarantena né il prezzo del suo viaggio verso Parigi: solo grazie ad un prestito del prefetto poté raggiungere in dicembre la capitale.
Fauvel fu subito ricevuto dai suoi colleghi dell'Istituto, ai quali espose le sue scoperte. Fu poi molto assiduo nelle sessioni della classe di Letteratura e Belle Arti, alle quali partecipò attivamente; ma la memoria che egli scrisse e presentò nella primavera del 1802, benché apprezzata dai suoi colleghi, non fu mai pubblicata
.
Fauvel fu anche contattato dal Museo del Louvre per disimballare, organizzare e contribuire al restauro della collezione Choiseul-Gouffier, ancora chiusa nelle sue casse dal 1792.
Nel gennaio 1802, il consiglio del Louvre trasmise al ministero dell'Interno la sua richiesta di finanziare una spedizione in Grecia e scrisse anche in questo senso al Primo Console, proponendo di scavare a Olimpia, prima che lo facessero gli inglesi, oppure di fondare un'impresa di estrazione di marmo del Pentelico che sarebbe stata utilizzata dagli scultori in formazione per copiare i calchi che aveva fatto delle opere di Fidia. Questi progetti non furono accettati. Fauvel fu deluso: di non essere stato ascoltato dal ministro dell'Interno e soprattutto di non essere stato sostenuto dai suoi colleghi dell'Istituto.
Quando Choiseul-Gouffier tornò dall'emigrazione, grazie all'amnistia concessa da Napoleone Bonaparte nell'aprile 1802, i due si riconciliarono, soprattutto perché Fauvel era riuscito a impedire la confisca dell'intera collezione limitandosi a consegnare al Museo la parte sequestrata ad Atene, e lasciando il possesso del resto al suo antico patron. 
Benché fosse materialmente rovinato, Fauvel si rifiutava tuttavia di riprendere un lavoro subordinato: era membro dell'Istituto e di questo voleva vivere, e soprattutto, voleva tornare in Grecia. 
Il suo amico Jean-Baptiste Le Chevalier, che era stato segretario di Choiseul-Gouffier durante la sua ambasciata, utilizzò le sue relazioni per attirare l'attenzione di Talleyrand su Fauvel. Quest'ultimo fu quindi nominato sottosegretario alle relazioni commerciali (cioè viceconsole) ad Atene il 12 luglio 1802. Si imbarcò per la Grecia a Marsiglia in ottobre e, dopo essere naufragato nel Peloponneso meridionale, inseguito dalla flotta britannica e aver fatto scalo a Costantinopoli, raggiunse Atene il 18 gennaio 1803.

### Vice console ad Atene
Ad Atene, i primi anni, Fauvel si stabilì al consolato di Francia sull'Agorà romana, vicino alla porta di Athena Archegetis. Lì conservò i suoi primi ritrovamenti. Dal 1810 visse in una casa da lui stesso progettata, costruita tra il 1806 e il 1809 sull'Agorà, tra l'Odeon di Agrippa, la Stoà di Attalo e la via sacra delle Panatenee. La casa (che fu distrutta con l'intero quartiere durante gli scavi americani negli anni trenta) era piena delle opere che costituivano il suo personale «museo». Viveva lì con una giovane turca che aveva cresciuto come sua figlia e che aveva maritato al suo giannizzero. Sembra che avesse relazioni più cordiali con i turchi che con i greci, per i quali aveva poca considerazione. Aveva continuato a prestare denaro e tutti, greci e turchi, erano suoi debitori. I documenti che ha lasciato mostrano che allora parlava italiano, inglese, turco, greco moderno e aveva rudimenti di arabo. Aveva imparato il latino a scuola, ma non imparò mai il greco antico. Quando fu rinchiuso nel carcere delle Sette Torri a Costantinopoli nel 1799-1801, con François Pouqueville e Julien Bessières, questi ultimi presero lezioni di greco antico con Jean-Daniel Kieffer, dragomanno dell'ambasciatore di Francia, e non sembra che Fauvel ne abbia approfittato direttamente, ritenendo di conoscere abbastanza greco moderno da riuscire ad avere un'idea generale del significato di un testo antico.
Fauvel non ebbe mai molto lavoro come viceconsole di Francia ad Atene, tanto che raramente inviava rapporti al ministero (cosa che gli fu rimproverata); ma Atene era allora una piccola città e la comunità protetta dalle autorità francesi era più che ridotta. Nel novembre 1816 contava, oltre a Fauvel, ancora il vecchio cappuccino e poco più di una decina di altre persone. Ciò riduceva al minimo i suoi obblighi di ufficiale di stato civile o di rilascio di passaporti. Suo compito principale era di riferire come venivano accolte le notizie della Francia e delle guerre napoleoniche, mentre agli interessi commerciali francesi pensavano gli altri consoli; del resto quando Fauvel tornò ad Atene c'era un solo commerciante francese, che morì nel 1815 e non fu sostituito da nessuno: la pirateria che regnava allora nell'Egeo non facilitava il commercio, e inoltre, l'Attica era una regione povera che commerciava poco: dal 1803 al 1818, nessuna nave francese fece scalo al Pireo. Furono pochi e senza importanza gli episodi che ruppero la routine e rimasero nella corrispondenza ufficiale di Fauvel: l'uomo aveva in effetti un pessimo carattere e in realtà le sue funzioni diplomatiche lo interessavano poco: lui era in Grecia per i suoi lavori archeologici.

#### Il lavoro archeologico
Al ritorno ad Atene Fauvel si trovò in forte concorrenza con Giovanni Battista Lusieri, agente sul posto di Lord Elgin: mentre prima del suo arresto ed esilio del 1798 aveva il monopolio del commercio di antichità, ora gli inglesi lo avevano sostituito, approfittando della posizione diplomatica favorevole ottenuta in seguito alla Campagna d'Egitto per ottenere il diritto di lavorare sul Partenone e poi di asportane le sculture. Inoltre avevano approfittato della prigionia e poi dell'esilio di Fauvel per recuperare tutto il suo materiale, tentando anche di impossessarsi delle antichità che il francese aveva conservato nel convento dei Cappuccini. Fauvel scrisse allora all'ambasciatore di Francia a Costantinopoli, il generale Brune. Partiti i francesi dall'Egitto, le posizioni diplomatiche cambiarono: nel novembre 1803 il viceconsole ottenne la fine dei lavori degli agenti dell'ambasciatore britannico presso la Sublime Porta, e nel 1805 gli Ottomani vietarono addirittura ogni scavo in Attica.
Rimanevano al Pireo ventisei casse della collezione Choiseul-Gouffier (una metope del Partenone, iscrizioni, calchi tra cui quello di una cariatide, ecc.). Fauvel, riconciliato con il suo vecchio capo, li inviò in Francia all'inizio dell'estate 1803; ma era appena ripresa la guerra tra i due paesi, la nave francese fu catturata e il suo carico confiscato a Malta. Elgin, che si trovava in Francia quando le ostilità ripresero, fu arrestato e imprigionato a Melun, ma nonostante il consenso dell'ambasciatore francese la confisca non fu possibile. Nel 1807 la situazione si capovolse completamente: con la guerra anglo-turca Lusieri fu a sua volta cacciato da Atene, abbandonando il materiale di Fauvel e le antichità di cui si era appropriato. Con l'aiuto di Pouqueville, divenuto medico di Ali Pascià de Janina, Fauvel riuscì ad impadronirsi di una parte della collezione: centoventi vasi raggiunsero così l'Epiro a dorso di mulo, ma nulla fu possibile per i marmi del Partenone: troppo pesanti, non potevano attraversare la Grecia da est a ovest e la potenza marittima britannica impediva il trasporto via mare: le navi inglesi continuarono il loro andirivieni dal Pireo per caricare le casse dei marmi di Elgin.
Però i progetti archeologici si bloccarono: Fauvel avrebbe preferito che il governo francese gli concedesse il titolo (e la funzione) di «antiquario» (che gli avrebbe aperto possibilità di finanziamento di grandi cantieri di scavo), mentre il ruolo di viceconsole gli assicurava sì un reddito fisso, ma come viceconsole non poteva allontanarsi troppo da Atene (sembra che il ministero tollerasse assenze di dieci giorni al massimo, il che significava che Fauvel non poteva andare oltre a Egina o la Beozia). L'incarico non gli forniva inoltre i mezzi finanziari per scavare, né per ottenere le autorizzazioni a scavare. E nonostante i sostegni politici in loco i fondi per realizzare i progetti di scavo non si trovavano mentre, con i suoi mezzi limitati, non era davvero in grado di competere con gli agenti di Lord Elgin, la Società degli Xénioi
 
o qualsiasi altro viaggiatore dell'epoca 
.
A causa del divieto ottomano, Fauvel doveva accontentarsi di scavi limitati e clandestini - spesso l'apertura di tombe - accompagnato da due soli uomini: il suo giannizzero «Pierre» e il sergente Maury. Di questo tipo di scavi, peraltro fruttuosi, inviò diversi resoconti (nel settembre 1806, dicembre 1807, maggio 1809, aprile e dicembre 1811, maggio 1813, aprile 1819 e ottobre 1820); essi gli valsero inoltre una reputazione di infallibilità: lo si considerava capace, solo guardando il suolo, di dire cosa sarebbe stato scoperto durante lo scavo - capacità che sembrava soprannaturale ai suoi contemporanei, ma era in realtà dovuta ad una lunga esperienza sul terreno. Fu scelto come corrispondente dell'Accademia ionica nell'agosto 1810.
Fauvel utilizzò i suoi molti anni ad Atene e in Attica per studiare la topografia della città antica, cercando di individuare i monumenti antichi nella città moderna, soprattutto con l'aiuto di Pausania, ma anche di altri autori antichi e di viaggiatori che lo avevano preceduto. Tuttavia, mancando dell'istruzione necessaria per formalizzare i propri appunti e lavori - aveva avuto una formazione di artista, non di studioso classico - per le iscrizioni si limitava in genere a registrarle (più o meno correttamente) e ad inviarle ai corrispondenti, mentre era molto più a suo agio nei lavori di architettura. Il risultato fu che la maggior parte delle scoperte di Fauvel sono sparse nelle sue carte in quanto spesso affidò il compito di pubblicare le sue osservazioni ai suoi corrispondenti , come Otto Magnus von Stackelberg o Ludwig Ross, che in questo modo se ne attribuirono la paternità. I suoi appunti mostrano ad esempio che Fauvel aveva scoperto la policromia delle statue antiche, ma la scoperta è accreditata a Charles Robert Cockerell.
Da un soggiorno ateniese all'altro, tuttavia, il suo modo di lavorare era cambiato. Con l'aiuto dei toponimi e degli usi moderni, oltre al suo Pausania, lavorò sul campo, considerando che monete, iscrizioni e testi erano solo indizi quando le vestigia costituivano delle prove inconfutabili. Alla fine, tra le sue attribuzioni le ipotesi giuste si rivelarono pari a quelle sbagliate (ma i suoi successori non furono necessariamente più efficaci o esatti nelle loro proposte di identificazione e ancora nel XXI secolo gli archeologi non si accordano su tutti i nomi o tutte le localizzazioni).

#### Scritti, note, disegni
Gran parte degli appunti di Fauvel è andata perduta, dai materiali redatti per il conte di Choiseul-Gouffier aveva conservato a ciò che fu confiscato al momento della campagna d'Egitto, a ciò che andò venduto ai viaggiatori di passaggio o inviato ai suoi corrispondenti senza conservarne copia, a ciò che fu perduto durante la sua fuga all'inizio della guerra d'indipendenza greca. 
Anche il «museo Fauvel» scomparve quasi completamente: dopo la partenza del suo proprietario per Smirne durante la guerra d'indipendenza greca, il viceconsole ad interim imballò le antichità in cinquantaquattro casse, alla cui partenza però si opposero i capi greci locali. Una parte delle sue collezioni risultava volontariamente vandalizzata nel maggio-giugno 1825, il resto fu sepolto nelle macerie della casa, e "archeologicamente" (e fortuitamente) riscoperto durante gli scavi dell'Agorà dalla Scuola americana di studi classici di Atene nel 1934-1935. 
Gli unici scritti di Fauvel che furono stampati furono quelli che inviò all'Institut o al Magasin encyclopédique, periodico letterario pubblicato dal 1795 al 1816, per il quale fu il cronista delle grandi scoperte archeologiche del suo tempo. 
Tra i documenti prodotti da Fauvel e conservati alla Biblioteca nazionale di Francia, al Dipartimento di Arti Grafiche del Museo del Louvre, al Museo Benaki di Atene e all'École nationale supérieure des beaux-arts si trovano numerosi disegni e acquerelli, dalle «vedute pittoresche» ai lavori di topografia e cartografia realizzati per Choiseul-Gouffier.

### Fauvel nella guerra d'indipendenza greca
Il 12 aprile 1821, Louis-François-Sébastien Fauvel scriveva al suo collega console a Smirne raccontandogli le prime notizie dell'insurrezione nel Peloponneso, precisando che i Turchi (tra cui la sua figlia adottiva turca) si erano rifugiati nella fortezza dell'Acropoli, divenuta quindi sovraffollata, e suggerendo l'invio di una nave da guerra francese al Pireo, a fronte alle crescenti tensioni tra greci e turchi.  Il 7 maggio un gruppo di Greci insorti iniziò l'assedio dell'Acropoli. Nei combattimenti che seguirono una palla di cannone cadde sulla casa di Fauvel, distruggendo un divano nella stanza e finendo ai piedi del proprietario; questi allora fuggì precipitosamente, portando con sé quel che poteva: i suoi archivi (con i suoi numerosi riconoscimenti di debiti), la collezione di monete e alcuni oggetti d'antiquariato - e si imbarcò a bordo della Lionne il 16 maggio, insieme a buona parte degli europei presenti. Fu sbarcato a Ceo, dove apprese di essere stato decorato con la Legion d'onore (su richiesta di Jean-Denis Barbié du Bocage). In agosto i Turchi ripresero il controllo di Atene; Fauvel però attese fino a ottobre, esplorando l'isola, prima di decidere di tornare, accolto in modo molto solenne dalle autorità turche, che erano anche riuscite a proteggere il suo «museo» dal saccheggio. 
Tuttavia, i combattimenti ripresero il 17 novembre, e Fauvel non incontrò la stessa benevolenza da parte dei Greci né poté recuperare i crediti verso i suoi debitori turchi, i cui beni erano stati sequestrati dagli insorti (nelle sue lettere non smette di lamentarsi delle nuove autorità greche e dei loro alleati filoellenici. Denunciò anche le atrocità commesse dai greci, come durante l'assedio di Tripolizza. Sembrerebbe inoltre che Fauvel, con l'aiuto del console còrso d'Olanda del quale era ospite al consolato di Francia, abbia anche regolarmente avvertito gli assediati turchi nell'Acropoli delle intenzioni degli assedianti greci, come per l'assalto del 30 aprile 1822. Il 21 giugno, comunque, la fortezza si arrese per mancanza d'acqua. Un accordo di capitolazione lasciava la vita ai Turchi che tornassero a casa, ma questo non evitò un massacro il 10 luglio. Una parte dei sopravvissuti riuscì a rifugiarsi nei vari consolati europei, principalmente in quello austriaco (presso l'amico archeologo di Fauvel, Georg Christian Gropius) e in quello francese. Furono evacuati tra il 13 e il 17 luglio con l'aiuto di navi da guerra francesi ormeggiate al Pireo. Fauvel accompagnò gli ultimi Turchi evacuati e si stabilì a Syros; non fu mai rimborsato di tutto il denaro che aveva prestato agli ateniesi (turchi e greci).
Sull'isola, abitata in maggioranza da cattolici e da secoli sotto la protezione francese, Fauvel rimase un anno, mentre i partigiani dell'insurrezione venivano continuamente a cercare di sollevare la popolazione o ad organizzare il blocco del porto di Ermoúpoli, tenuti a bada soltanto dai passaggi regolari di navi da guerra delle potenze europee. Fauvel passava il suo tempo a chiedere aiuto alle autorità francesi, ma rifiutava anche di tornare ad Atene, considerando che la sua immunità diplomatica non sarebbe stata riconosciuta dai «contadini albanesi» che erano le nuove autorità. Criticava anche i consoli occidentali rimasti al loro posto, riteneva che Dejean, che lo sostituiva temporaneamente fosse solo un "Tartuffe" che cercava di prendere il suo posto.
Fauvel si mostrò molto favorevole agli Ottomani e sempre più ostile ai Greci, che disprezzava considerandoli perfidi, ritenendo che non avessero più nulla in comune con i Greci dell'Antichità, poiché si erano da allora mescolati con popolazioni provenienti dall'Epiro e dall'Illiria. Per lui i filelleni non erano che «scappati dal collegio», nutriti di greco, di latino, di Anacharsis e di illusioni, ignoranti, inutili e raggirati dagli «sporchi e codardi ladri» che erano venuti ad aiutare. 
Tuttavia, resosi conto che il suo parere era molto minoritario, si giustificò dicendosi troppo vecchio per il suo tempo e decise di andare in pensione.
L'8 luglio 1823, Louis-François-Sébastien Fauvel lasciò Syros per Smirne, dove arrivò quattro giorni dopo. Scrisse al ministro degli Esteri Chateaubriand, continuando a criticare i Greci (anche se il suo corrispondente era uno dei principali filoelleni) e chiedendogli, in memoria del loro incontro durante il viaggio in Oriente del ministro, se non fosse possibile trasformare il viceconsolato di Atene in vero e proprio consolato. Non ricevette risposta. Fece allora un ultimo giro dell'Egeo con la squadra francese comandata da Henri de Rigny, toccando per l'ultima volta Delos, Santorini, Anafi, Milos; cenò con Alessandro Mavrocordato a Hydra; tornò persino ad Atene, dove fu ricevuto da Dejean e ispezionò le nuove fortificazioni dell'Acropoli. Ma non tornò a casa. Ripiegò con la squadra e tornò a Smirne, rimanendo viceconsole di Francia ad Atene, in residenza a Smirne, fino al 1831, quando il consolato fu soppresso in quanto "poco utile".

### Ultimi anni a Smirne
Nel 1831 Fauvel si trasferì definitivamente a Smirne, dove si fece costruire una piccola casa in cui visse una tranquilla vita da pensionato. Sembra che abbia vissuto circondato da donne (definite domestiche e figlie adottive, ma che gli attirarono la fama di mantenere un vero e proprio serraglio) e dai loro figli, che trattava da nonno. Quasi rovinato, avendo perduto la maggior parte dei suoi crediti, documenti, disegni e oggetti d'antiquariato, riprese attività archeologiche intorno alla città scavando tombe, ma di questa attività non è rimasta alcuna informazione. Aveva nuovamente realizzato 34 plastici di Atene e dell'Acropoli e li utilizzava per fare da cicerone virtuale della città antica per i viaggiatori che gli facevano visita, come il banchiere Alexandre de Laborde e suo figlio nel 1826
.
In questi plastici rappresentò gli edifici antichi conosciuti all'inizio del XIX secolo (non ci sono quindi le case costruite nella fortezza, ma nel Partenone è raffigurata la moschea); sono rappresentati le mura e i teatri ai piedi dell'Acropoli. La maquette è però molto danneggiata. Nel 1837 Edme François Jomard, per conto del dipartimento delle mappe e dei piani della Biblioteca Reale, propose a Fauvel di acquistare i suoi rilievi e uno dell'Attica. Pressato come sempre dal suo bisogno di denaro, Fauvel accettò questo nuovo lavoro. Il piano dell'Attica però rimase incompiuto: il suo autore morì l'anno successivo.
Ida Saint-Elme lasciò nelle sue memorie (Mémoires d'une contemporaine, 1827) una descrizione di Fauvel come un vecchio affabile e gioioso, molto erudito. Gli suggerì di riordinare i suoi appunti e i suoi ricordi e si offrì persino di diventare la sua segretaria, ma rinunciò quando vide i materiali, consistenti in molti pezzi di carta, gettati insieme senza ordine, quasi illeggibili.
Quando nel febbraio 1829 Fauvel venne a sapere dello sbarco delle truppe francesi dalla spedizione di Morea, immaginò che sarebbe seguita una spedizione scientifica, come per l'Egitto. Inviò allora a Parigi un programma di scavi analogo a quello che aveva proposto nel 1797, nel quale proponeva addirittura, nonostante i suoi 75 anni, di accompagnare e guidare gli scienziati. Il suo progetto arrivò in Francia solo molto tempo dopo la partenza degli scienziati. Quando poi nel 1831 apparvero i primi lavori della spedizione scientifica di Morea, Fauvel reagì molto male, in quanto secondo lui i membri della spedizione si erano attribuiti la primazia di scoperte che aveva già fatto lui, principalmente a Olimpia. Tentò allora di ritrovare (e far ritrovare) la sua famosa memoria presentata all'Istituto nel 1802, ma era definitivamente perduta.
Nello stesso anno il viceconsolato di Atene, ritenuto inutile (la capitale del nuovo Stato greco era fissata a Nauplia), fu soppresso. Fauvel perdeva il suo stipendio quando gli mancavano tredici mesi e mezzo di attività per pretendere una pensione. Nei due anni successivi, le sue lettere rifletterono le sue preoccupazioni finanziarie: scrisse a tutti i suoi corrispondenti in Francia e in Grecia per perorare la sua causa: ai ministri degli Esteri, ai suoi amici diplomatici, alla sua famiglia (uscita finalmente dalla miseria), ad Achille Rouen rappresentante della Francia presso il governo greco, anche a Gaspari ad Atene per chiedergli di recuperare i suoi crediti, sostenendo di essere affetto da molteplici infermità per ottenere una pensione. Alla fine ottenne la somma di 2.890 franchi dal governo francese. Comunque si rifiutò sempre di tornare in Francia a finire i suoi giorni in casa della sorella, quella «devota circondata da curati».
Louis-François-Sébastien Fauvel morì il 12 marzo 1838, a 85 anni. I suoi funerali a Smirne furono finanziati dal ministero degli Affari esteri e furono molto seguiti. I suoi ultimi oggetti (la sua collezione di quasi 2.000 monete greche, alcuni vasi interi e frammenti di terracotta, alcuni frammenti di marmo, calchi in gesso e vari altri oggetti moderni o antichi - scarabei egiziani, porcellane cinesi, orologi a pendolo) furono riportati in Francia e venduti all'asta nell'aprile 1840. I suoi documenti furono acquistati dalla Biblioteca Nazionale.